# Au lieu d'exécution

Au lieu d’exécution (titre original : A Place of Execution) est un roman policier de l’écrivaine écossaise Val McDermid. Il est paru en 1999 au Royaume-Uni aux éditions HarperCollins. Il est publié en France en 2000 aux éditions du Masque et traduit par Gérard-Henri Durand.

## Résumé
En 1963, dans le village de Scardale dans le Derbyshire en Angleterre, une jeune fille de treize ans disparaît. L’inspecteur George Bennett, chargé du dossier, se heurte à des villageois méfiants et peu coopératifs. Bien qu’aucun corps n’ait été retrouvé, l’inspecteur suspecte un meurtre.
Plusieurs années plus tard, la journaliste Catherine Heathcote s’intéresse à l’affaire Alison Carter. Elle souhaite écrire un roman sur cette affaire et demande l’aide de l'inspecteur retraité George Bennett qui était chargé de l’enquête. Ses plans sont contrariés lorsque Bennett lui demande de ne pas publier le roman.

## Contexte
Avant d’écrire de la fiction, Val McDermid était journaliste pour le Daily Record à Glasgow et le Sunday People à Manchester. Pour Au lieu d’exécution, elle s’est inspirée l’affaire des Meurtres de la lande.

## Thèmes
Le thème principal du roman est le secret et ses effets néfastes sur les relations et les communautés. Val McDermid s’intéresse également aux conséquences d’un crime sur une communauté.

## Adaptation télévisuelle
Le roman a été adapté pour la chaîne britannique ITV en une mini-série de trois épisodes (titre original : Place of Execution) réalisée par Daniel Percival en 2008. La série a été produite par Coastal Productions qui avaient déjà adapté La Fureur dans le Sang de Val McDermid. Le scénario est de Patrick Harbinson. 
Le rôle de la documentariste Catherine Heathcote est interprété par Juliet Stevenson, du détective George Bennett jeune par Lee Ingleby et de George Bennett âgé par Philip Jackson.

## Réception et récompenses
Un million d’exemplaires ont été vendus dans le monde et il a été traduit en 19 langues.
L’auteur Susie Steiner qualifie le roman de « presque parfait ».
En 2000, le roman a reçu le prix Barry du meilleur roman policier britannique et le New York Times Notable Book of the Year.
En 2001, le roman a reçu le prix Anthony du meilleur roman, le prix Dilys et le prix Macavity du meilleur roman policier. Il a également été nommé pour le prix Edgar du meilleur roman.
Pour son rôle dans la mini-série, Juliet Stevenson a gagné le Best Actress Dagger Award.